# San Rafael (Montes de Oca)
San Rafael es un distrito del cantón de Montes de Oca, en la provincia de San José, de Costa Rica.

## Toponimia
El nombre del distrito proviene en honor a San Rafael Arcángel, patrono del distrito de San Rafael y de la Iglesia de San Rafael Arcángel, localizada en el centro del distrito.

## Historia
En 1982, se funda el Parque del Este, un parque urbano estatal de 24 hectáreas y bajo la administración del Instituto Costarricense del Deporte y Recreación (ICODER). Es actualmente uno de los parques metropolitanos más grandes de Costa Rica.

## Ubicación
El distrito se ubica al este del cantón y limita al norte con el cantón de Goicoechea, al oeste con los distritos de Sabanilla y San Pedro, al sur con los cantones de Curridabat y La Unión, y al este en un pequeño fragmento con el cantón de Cartago.

## Geografía
San Rafael cuenta con un área de 7,82 km² y una altitud media de 1340 m s. n. m.
San Rafael es, con mucho, el distrito más grande del cantón de Montes de Oca y constituye la parte oriental de dicho cantón, abarcando zonas planas densamente urbanizadas, pastizales y montañas boscosas de fuertes pendientes. La altitud se eleva en sentido de oeste a este, iniciando en 1330 m s. n. m. cerca de la villa de San Rafael, y concluyendo en los 1900 m s. n. m. cerca del flanco occidental del volcán Irazú.

## Demografía
Para el año 2022, San Rafael cuenta con una población estimada de 14 187 habitantes, y para el último censo efectuado, en 2011, San Rafael contaba con una población de 9692 habitantes.

## Localidades
- Barrios: Alameda, Alfred Nobel, Andrómeda, Begonia, Cuesta Grande (parte), El Cristo (parte), El Roble, Estéfana (parte), Eucaliptos, Europa, Higuerillas, Holandés, Liburgia, Los Jaules, Mansiones (comparte con La Unión), Maruz, Rialto, Río Torres, Salitrillos, San Rafael (centro), Sinaí, Sol del Este, Viaronda, Vista Real.

## Cultura y turismo

### Educación
Ubicadas propiamente en el distrito de San Rafael se encuentran los siguientes centros educativos:
- Escuela Inglaterra
- Colegio Nocturno Calasanz

### Sitios de interés
- Club Recreativo La Campiña
- Iglesia San Rafael Arcángel
- Parque del Este

## Transporte

### Carreteras
Al distrito lo atraviesan las siguientes rutas nacionales de carretera:
- Ruta nacional 202
- Ruta nacional 203
- Ruta nacional 306

## Concejo de distrito
El concejo de distrito de San Rafael vigila la actividad municipal y colabora con los respectivos distritos de su cantón. También está llamado a canalizar las necesidades y los intereses del distrito, por medio de la presentación de proyectos específicos ante el Concejo Municipal. La presidenta del concejo del distrito es la síndica propietaria de la Coalición Gente de Montes de Oca, Marcela Vargas Chacón.
El concejo del distrito se integra por:
| #                       | Partido                          | Nombre                              |
| Síndico propietario     | Síndico propietario              | Síndico propietario                 |
| ----------------------- | -------------------------------- | ----------------------------------- |
| 1                       | Coalición Gente de Montes de Oca | Marcela Vargas Chacón               |
| Síndico suplente        |                                  |                                     |
| 2                       | Coalición Gente de Montes de Oca | Jeison Salazar López                |
| Concejales propietarios |                                  |                                     |
| 3                       | Coalición Gente de Montes de Oca | Enith Milena Solís Díaz             |
| 4                       | Partido Unidad Social Cristiana  | María de los Ángeles Navarro Lizano |
| 6                       | Partido Liberación Nacional      | Álvaro Alberto Pazos Baldioceda     |
| 5                       | Frente Amplio                    | Luis Mariano Sáenz Vega             |
| Concejales suplentes    |                                  |                                     |
| 7                       | Coalición Gente de Montes de Oca | Gladys Martina Díaz Díaz            |
| 8                       | Partido Unidad Social Cristiana  | No inscribió candidatura            |
| 9                       | Partido Liberación Nacional      | Alina Josette Richards Zúñiga       |
| 10                      | Frente Amplio                    | Rosemary Sánchez Romero             |